# جون كير هندريك
جون كير هندريك هو محامي وسياسي أمريكي، ولد في 10 أكتوبر 1849 في مقاطعة كاسويل في الولايات المتحدة، وتوفي في 20 يونيو 1921 في بادوكا في الولايات المتحدة. نشط حزبياً في الحزب الديمقراطي. وقد انتخب عضو مجلس النواب الأمريكي ‏.